# 赤坂俊輔
赤坂 俊輔（あかさか しゅんすけ、1982年10月9日 - ）は、長崎県出身の競艇選手。登録番号4174。身長165cm。血液型O型。90期。長崎支部所属。同期に長野壮志郎、石野貴之、宇野弥生らがいる。

## 来歴
- やまと競艇学校時代、リーグ戦勝率6.89（トップ勝率）の成績を残して、卒業記念競走で優勝した。
- 2002年5月15日、大村競艇場でデビュー（6着）。
- 2002年6月7日、児島競艇場での一般競走で初勝利。
- 2004年9月21日、唐津競艇場での「東松浦競艇組合22周年記念」で初優出（2着）。
- 2005年2月22日、尼崎競艇場での「エフエムいたみ杯」で初優勝。
- 2006年2月9日、大村競艇場での「G1第52回九州地区選手権競走」にG1初出場（2着）。2月13日、5日目5RにG1初勝利。
- 8月29日、桐生競艇場での「SG第52回モーターボート記念競走」にSG初出場（5着)。
- 2008年8月27日、若松競艇場での「SG第54回モーターボート記念競走」2日目9RにSG初勝利。同大会でSG初の予選突破。
- 2010年2月16日、唐津競艇場での「G1第56回九州地区選手権競走」でG1初優勝。
- 2012年1月29日、丸亀競艇場での一般戦で出場11レース全てで1着となりパーフェクト優勝を成し遂げた。
- 2013年12月3日、大村競艇場での「G2モーターボート大賞」で優勝。
- 2017年11月22日、津競艇場での「アキラ100％杯」初日12Rにおいて通算1000勝達成。